# Dallos László
Dallos László (Vasvár, 1946. december 16. – 2025. május 22.) magyar fotóművész.

## Életpályája
Középiskolai tanulmányait Szombathelyen, a Nagy Lajos Gimnáziumban végezte. A gimnáziumi filmszakkörben kezdett el amatőr filmezni Gróf Edit vezetése alatt. Az ott szerzett tapasztalatok alapján 1966-ban váltott a fényképezésre.  
Tagja volt a Savaria Fotóklubnak, 1968-ban a Vas megyei Fényképész Szövetkezet színeslaboránsa lett. 1971-ben szerzett fényképész szakmunkás-bizonyítványt. 1976-tól tagja a Fiatal Fotóművészek Stúdiójának, s ugyanabban az évben került a Berzsenyi Dániel Tanárképző Főiskolához főállásba fotósnak, ahol 1989-ig dolgozott. 1981-től a Magyar Fotóművészek Szövetségének, valamint a szombathelyi 2K Csoport vezetője. Ez utóbbit Bonyhádi Károllyal, Liszy Jánossal és Rosta Józseffel alapította.  1989-ben három grafikussal megalapította a Grafit Stúdiót.

## Egyéni kiállításai
- 1975 • Ifjúsági Ház (Tóth Imrével és Szabó Endrével), Szombathely • Kőszeg
- 1977 • Megyei Könyvtár, Szombathely • Ferencvárosi Pincetárlat, Budapest
- 1979 • Lendítem lábamat, Fészek Galéria, Budapest
- 1981 • Kaposvár
- 1984 • Óbuda Galéria, Budapest
- 2006 • Lendítem lábamat, Berzsenyi Dániel Megyei és Városi Könyvtár, Szombathely[4]
- 2013 • Önretró, Bernstein Béla Kulturális Központ, Szombathely[5]
- 2015 • Répce Galéria,  Répcelak

## Csoportos kiállítások
- 1977 • Első, Fiatal Fotóművészek Stúdiója kiállítás, Magyar Munkásmozgalmi Múzeum, Budapest
- 1980 • II. Esztergomi Fotóbiennálé, Esztergom[6]
- 1981 • Tény-kép, Műcsarnok, Budapest
- 1982 • Második, Fiatal Fotóművészek Stúdiója kiállítás, Budavári Palota, C épület, Budapest
- 2015 • Így szelfiztek a nyolcvanas évek vadóc fotósai, Irokéz Galéria, Szombathely[7]

## Publikációk
•  Dallos L. Fotói '84–'85 – Óbuda Galéria, Budapest 1984. XII. 11.–1985. I. 27.; kiállítási katalógus